# 阿列克谢·康斯坦丁诺维奇·斯克沃尔佐夫
阿列克谢·康斯坦丁诺维奇·斯克沃尔佐夫（罗马化：Aleksey Konstantinovich Skvortsov，1920年2月9日 – 2008年5月8日) 是一位苏联植物学家和生物学家，是无花果植物（柳树、杨树和桦树）以及柳叶菜科植物的专家。同时，斯克沃尔佐夫在俄罗斯还是广为人知的《自然》杂志（Природа，1971-2005年）的编辑者，并且发表了许多关于植物学、进化生物学和达尔文主义的文章。

## 职业
斯克沃尔佐夫是一位博学多才的植物学家，是许多地区植物相的测量员和贡献者，也是一位孜孜不倦的植物标本收藏家。他走遍了几乎整个苏联，包括俄罗斯最偏远的地区和邻近的共和国，收集了至少80,000份植物样本。他去过许多其他国家，包括北欧和中欧、美国、印度和中国。莫斯科主要植物标本馆的建立是世界级的保存处，拥有庞大的外汇项目，这在很大程度上要归功于斯克沃尔佐夫的努力。此外，他还增加了主植物园的活体收藏。他对植物学和进化的研究方法激发了他从事植物引进方面的实验工作。他与同事和学生团队一起，成功地驯化和改良了蓝色忍冬（Lonicera Sec. Caerulea）的味道。他还在莫斯科培育出一种耐寒杏品种。斯克沃尔佐夫作为环境保护的倡导者，为该领域发挥了作用。他提议并促进在他的家乡卡卢加州和斯摩棱斯克州建立一个新的国家公园。他关心他国家的自然遗产，也关心俄语的保护。他为科学出版物中的高语言标准大声疾呼。

## 荣誉
下列植物以斯克沃尔佐夫名字来命名：
- Circaea x skvortsovii Boufford
- Festuca skvortsovii E.B.Alexeev
- Legousia skvortsovii Proskur.
- Potamogeton skvortsovii Klinkova
- Salix alexi-skvortsovii A.P.Khokhr.

## 延伸阅读
- Alexey Konstantinovich Skvortsov (to the 85th anniversary of his birth)

Yu.K. Vinogradova, A.G. Kuklina, M.G. Pimenov, A.K. Sytin, R.V. Kamelin, B.A. Yurtsev.
Bot. Zhurn. 2005, 90 (1): 125-137 (in Russian)
- Alexey Konstantinovich Skvortsov (to the 60th anniversary of his birth and 35th anniversary of scientific and social activity)

G.M. Proskuryakova, B.A. Yurtsev.
Bull. MOIP, Otd. biol. 1980, 85 (4): 97-104 (in Russian)